# 登連片
登連片（とうれんぺん）は、シナ・チベット語族、シナ語派の言語の一つである。中国では膠遼官話の下位方言、登連片と見なされる。
遼寧省南部、山東省北部及び黒竜江省、吉林省の一部で話される。